# Leiorhynx atrirena
Leiorhynx atrirena är en fjärilsart som beskrevs av Joannis 1913. Leiorhynx atrirena ingår i släktet Leiorhynx och familjen nattflyn. Inga underarter finns listade i Catalogue of Life.